# NHK杯全国中学校放送コンテスト
NHK杯全国中学校放送コンテスト（エヌエイチケイはいぜんこくちゅうがっこうほうそうコンテスト）は、全国放送教育研究会連盟と日本放送協会が主催する中学生を対象とした放送のコンテスト。アナウンス・朗読・テレビ番組・ラジオ番組の各部門で審査が行われる。
1984年に第1回大会が開かれ、以降、毎年開催されており、2016年に第33回大会が行なわれる。予選は非公開審査で、決勝のみ公開審査となる。

## 概要
中学生に対する放送教育の一環として、NHKと日本放送教育協会が主体となって行っている放送コンテストである。個人での出場はできず、必ず学校を通して出場しなければならないため、ほとんどの出場生徒は中学校で放送部や放送委員会に属している。
大会側は出場側に対し「中学生らしさ」を求めている。
2020年は、新型コロナウイルスの感染拡大のため、全国大会・都道府県大会ともに中止が決まった。

## コンテスト概要
コンテストは、アナウンス部門・朗読部門・テレビ部門・ラジオ部門の全4部門で行われる。各部門は毎年8月初頭に非公開のCD審査が行われ、決勝進出者が8月20日前後に行われる決勝大会の公開審査に集まる。

### 都府県地区大会
地域によって、公開審査や非公開審査をおこない、全国大会進出者を選抜している。

### 全国大会
地区大会を勝ち抜いた個人・団体がそれぞれのアナウンス・朗読を収録したCDや、作品を収録したCD/DVDを送付して全国大会審査が行われる。決勝進出者の審査は千代田放送会館にて公開審査される。

## コンテスト部門概要
以下は、コンテスト参加規程に基づく内容である。

### アナウンス部門
自校のニュースや解説など校内放送に使用する原稿を自作し、発表する。

### 朗読部門
指定された6作品の中から1作品を選び、朗読する。

### ラジオ番組
各校の制作意図を基に、学校の実態や地域性を考えた素材で制作する。5分以上7分以内にまとめる。CD-DA形式で録音されたCD-Rで出品する。

### テレビ番組部門
各校の制作意図を基に、学校の実態や地域性を考えた素材で制作する。5分以上8分以内にまとめる。DVD-VIDEO形式で録画されたDVD-Rで出品する。

## 朗読指定作品

### 2016年（第33回）
1. 「なめとこ山の熊（「注文の多い料理店」より）」宮沢賢治著（新潮文庫）
2. 「潮騒」三島由紀夫著（新潮文庫）
3. 「卵の尾」瀬尾まいこ著（新潮文庫）
4. 「そっと耳を澄ませば」三宮麻由子著（集英社文庫）
5. 「闇の守り人」上橋菜穂子著（新潮文庫）
6. 「あしながおじさん」J・ウェブスター著 松本恵子訳（新潮文庫）

### 2024年（第41回）
1. 「鼻（「羅生門・鼻・芋粥」より）」芥川龍之介著（角川文庫）
2. 「窓ぎわのトットちゃん 新組版」黒柳徹子著（講談社文庫）
3. 「生きるぼくら」原田マハ著（徳間文庫）
4. 「線は、僕を描く」砥上裕將著（講談社文庫）
5. 「ぶらんこ乗り」いしいしんじ著（新潮文庫）
6. 「アルプスの少女ハイジ」ヨハンナ・シュピリ著 松永美穂訳（角川文庫）